# Jermak (1898)

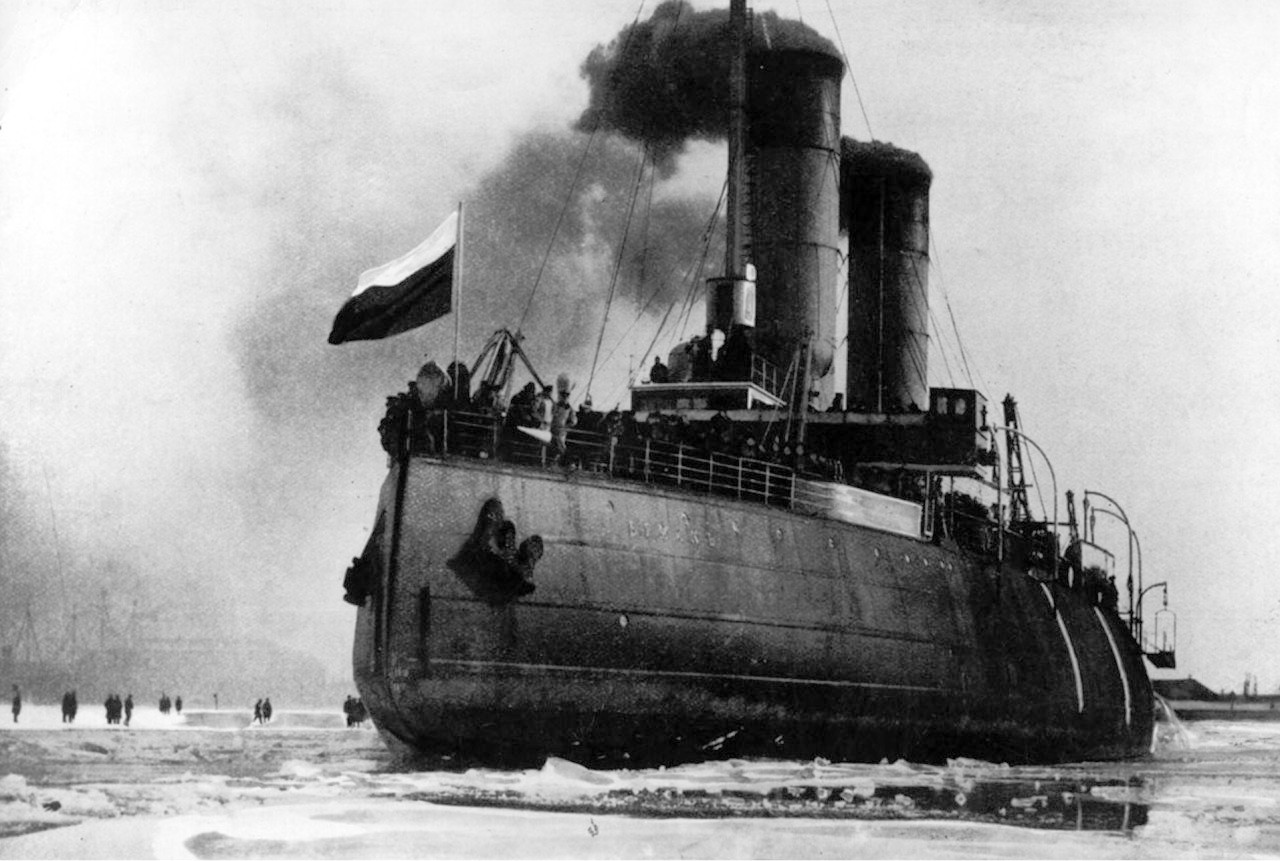
Jermak od dziobu

Jermak (ros. Ермак) – rosyjski lodołamacz z I połowy XX wieku. Pierwszy na świecie specjalistyczny statek tego typu.

## Budowa
Inicjatorem budowy oraz autorem założeń konstrukcyjnych jednostki był w 1897 roku rosyjski admirał Stiepan Makarow, który postulował opanowanie Arktyki oraz dotarcie lodołamaczem do bieguna północnego. Między innymi dzięki poparciu prof. D. Mendelejewa pomysł ten został zaakceptowany przez ministra finansów Siergieja Wittego, który przeprowadził konkurs wśród trzech stoczni na budowę takiej jednostki. Zamówienie na budowę kosztem 1,5 miliona rubli złożono 24 grudnia 1897 roku w brytyjskiej stoczni Armstrong Whitworth w Newcastle. Budowę rozpoczęto w lutym 1898 roku. Statek został wodowany 17 października 1898 roku. 5 lutego 1899 roku lodołamacz został przedstawiony komisji odbiorczej  pod przewodnictwem samego Makarowa, która uznała warunki za spełnione. Nazwa upamiętniała atamana kozackiego - Jermaka Timofiejewicza, który pozyskał dla Rosji Syberię. Lodołamacz najpierw pozostawał w dyspozycji ministerstwa finansów, a później nowo utworzonego Głównego Zarządu Żeglugi.

## Służba
19 lutego 1899 roku podniesiono na „Jermaku” rosyjską banderę handlową i 21 lutego wyszedł w pierwszy rejs do Rosji na Bałtyk. Pierwszym dowódcą był kmdr ppor. M. Wasiliew. Lodołamacz dotarł do Kronsztadu, udowadniając swoją przydatność, krusząc lód od Rewla (ob. Tallinna). Został uroczyście powitany, po czym wysłany z powrotem pod Rewel, gdzie w ciągu kilku dni uwolnił 29 statków, które utknęły w lodach.
4 maja 1899 roku lodołamacz z Makarowem na pokładzie wyszedł w próbny rejs arktyczny na Morze Karskie. 8 czerwca napotkano pierwszy lód. Makarow zamierzał osiągnąć biegun północny, lecz lodołamacz nie zdołał pokonać coraz grubszego lodu i zawrócił. W drodze powrotnej zawinął do Newcastle na remont, gdzie wzmocniono mu wręgi w części dziobowej i w rejonie pasa lodowego oraz zdemontowano dziobową śrubę, zastępując ją stożkiem. 14 lipca lodołamacz podjął drugą próbę podboju Arktyki. Mimo przebicia burty w części dziobowej, załatanego plastrem, kontynuował rejs w lodach, lecz ostatecznie ponownie musiał zawrócić. Dotarł najdalej do 81°28' szerokości geograficznej północnej. Z jego pokładu badania oceanograficzne prowadził wówczas m.in. znany wówczas rosyjski geolog i podróżnik Eduard Toll. W drodze powrotnej ponownie zawinął 16 sierpnia na remont do Newcastle, po czym w listopadzie wrócił na Bałtyk. Pod dowództwem kmdr ppor. Wasiliewa odegrał główną rolę w trwającej kilka miesięcy operacji ściągania z kamieni koło wyspy Gogland pancernika obrony wybrzeża „Gienierał-admirał Apraksin”, zakończonej sukcesem dopiero 11 kwietnia 1900 roku.
Przed I wojną światową "Jermak" kruszył lody w Zatoce Fińskiej, przeprowadzając przez jej wody ponad tysiąc statków. Był wówczas najsilniejszym lodołamaczem na Bałtyku. Od lutego do kwietnia 1918 roku uczestniczył w operacji przeprowadzenia floty rewolucyjnej, zagrożonej przez Niemców i Finów, z Tallina do Helsinek, a następnie do Kronsztadu (lodowe przejście Floty Bałtyckiej).
W latach 30. XX wieku rozpoczął pracę na północnej drodze morskiej. Od 1934 operował na Morzu Karskim i Morzu Łaptiewów. W 1938 uczestniczył w akcji ratunkowej i ewakuacji załogi stacji dryfującej "Biegun Północny" na Morzu Grenlandzkim. Od 1941 do 1945 pełnił służbę na Bałtyku. Po zakończeniu II wojny światowej bazował w Murmańsku. Wyłączono go z eksploatacji w 1963. Pod koniec służby nazywany był dziadkiem rosyjskich lodołamaczy. Wychowała się na nim duża liczba kapitanów rosyjskiej floty.
Został złomowany w 1965 roku w Murmańsku.

## Parametry
Wyporność - 8730 ton, długość - 97,5 metra, szerokość - 21,6 metra. Zanurzenie 7,3 m.
Maszyny parowe o mocy 9390 KM zasilane były z 6 kotłów. Napęd zapewniały cztery śruby rufowe i jedna dziobowa. Prędkość maksymalna 15 węzłów, prędkość ekonomiczna 10 węzłów. Zasięg przy prędkości ekonomicznej 3000 mil morskich. Statek wyposażony był w pas lodowy o szerokości 6 m i grubości 24–38 mm. Załoga liczyła 90-100 osób.